# طارق رمضان
طارق رمضان (زاده ۲۶ اوت ۱۹۶۲) اسلام‌شناس سوئیسی و استاد سابق مطالعات اسلامی معاصر در دانشگاه آکسفورد است. وی همچنین نوهٔ حسن البنا، بنیان‌گذار اخوان‌المسلمین است.
طارق رمضان در مباحثه‌ها و مناظرات مربوط به اسلام نقش دارد. او در آثارش بر قابلیت و اهمیت تطبیق فرهنگ اسلامی با ارزش‌های مدرن تأکید می‌کند و مشارکت مسلمانان را در جوامع دموکراتیک تشویق می‌کند. هفته‌نامهٔ تایم وی را در سال ۲۰۰۴ جزء صد تأثیرگذارترین شخصیت‌های جهانی شناخته است. دانشگاه می‌گوید که با توافق دوطرفه طارق رمضان در پی تشکیل پرونده قضایی از تدریس در دانشگاه معلق شده است.

## اتهام تجاوز جنسی

مجله شارلی ابدو، کاریکاتور طارق رمضان را به این مضمون روی جلد خود کشیده است: «من خودم رکن ششم اسلام هستم».

در ۲۰ اکتبر ۲۰۱۷ طارق رمضان در فرانسه به تجاوز جنسی در سال ۲۰۱۲ متهم شد. سپس در ۲۶ اکتبر نیز توسط زنی متهم شد که در سال ۲۰۰۹ به وی تجاوز کرده است.
در پی تشکیل پرونده قضایی علیه رمضان بیانیه‌ای از سوی دانشگاه آکسفورد منتشر شد مبنی بر این که «طی توافقی دوطرفه، طارق رمضان، استاد مطالعات اسلامی معاصر، از دانشگاه آکسفورد مرخص خواهد شد. تمام وظایف داوری و راهنمایی رساله و تدریس استاد رمضان واگذار خواهد شد و او دیگر در دانشگاه یا دانشکده حضور نخواهد داشت. این مرخصی به معنی تأیید اتهامات یا پیش فرض قبول اتهام نیست و به استاد رمضان اجازه می‌دهد که به این اتهامات جدی علیه خود بپردازد [...]»
شاکی اول به نام «ایندا عیاری»، در سال ۲۰۱۰ پس از طلاق از همسرش که یک اسلامگرای سلفی بود برای پیدا کردن کار مجبور به برداشتن حجاب می‌شود و به دلیل احساس گناه برای سوالات شرعی با طارق رمضان تماس می‌گیرد و با راهنمایی وی روحیه بهتری پیدا می‌کند و در سال ۲۰۱۱ موفق می‌شود که حق نگهداری کودکانش را بگیرد. این پیروزی به وی احساس استقلال داده و عکسی بدون حجاب با کمی آرایش را روی فیسبوک قرار می‌دهد. طارق با وی تماس گرفته و او را سرزنش می‌کند و عیاری عذرخواهی کرده و لحن طارق با وی صمیمی‌تر می‌شود و تماس تصویری برقرار می‌کنند. به گفته عیاری، رمضان رفتاری علاقه‌مند نشان داده و سال ۲۰۱۲ وی را به هتل پاریس دعوت و در آنجا به وی تجاوز کرده و پس از آن به‌طور جدی و مکرر وی را برای ازدواج ارعاب و تهدید می‌کند.
شاکی دوم برای سوالات شرعی (مشاوره) از سال ۲۰۰۸ به صورت اینترنتی با رمضان در ارتباط بوده و سال ۲۰۰۹ طارق که برای سخنرانی به لیون فرانسه رفته بوده در هتل هیلتون به این خانم وقت ملاقات می‌دهد و به بهانه در دید کارمندان مسلمان مغربی (شمال آفریقا) نبودن، طارق وی را به اتاق هتل برده و با مشت و سیلی به وی تجاوز می‌کند.
اخبار حاکی از آن است که طارق رمضان ادعای شکایت اول را رسماً تکذیب کرده و علیه شاکی به اتهام افترا شکایت کرده و دربارهٔ شکایت دوم سکوت کرده اما بی‌بی‌سی بعد اعلام کرد که وی همه اتهامات را تکذیب کرده.
پیرو این شکایات سیل تماس‌های تهدیدآمیز و برخی حمایت‌ها به سمت این زنان سرازیر شد. مجله طنز شارلی ابدو در کاریکاتوری به این موضوع پرداخت با عنوان طارق رمضان: «من رکن ششم اسلام هستم!» و پیرو آن تهدیدهای به مرگ از سمت مسلمانان جبهه طارق رمضان به این نشریه فرستاده شده‌اند که پلیس پیگیر آنها است.
طارق رمضان در بیست و سوم اکتبر ۲۰۱۸ به رابطه جنسی همراه با تراضی با دو خانمی که از او شکایت کرده بودند اعتراف کرد.

## آثار

### زبان فرانسه
1. (1999) To Be a European Muslim: A Study of Islamic Sources in the European Context. Leicester, UK: Islamic Foundation. ISBN 978-0-86-037300-1   (مسلمان اروپایی بودن: مطالعه‌ای بر منابع اسلامی در بستر اروپایی)
2. (1999) Muslims in France: The Way Towards Coexistence. Markfield, Leicester, UK: Islamic Foundation. ISBN 978-0-86-037299-8   (مسلمانان در فرانسه: راهی به‌سوی همزیستی)
3. (2001) Islam, the West and the Challenges of Modernity (with Saïd Amghar). Leicester, UK: Islamic Foundation. ISBN 978-0-86-037311-7   (اسلام، غرب و چالش‌های مدرنیته)
4. (2004) Globalisation: Muslim Resistances (multilingual: EN, FR, DE, IT, SP). Lyon: Tawhid. ISBN 978-2-84-862016-9   (جهانی‌شدن: مقاومت‌های مسلمانان)
5. (2004) Western Muslims and the Future of Islam. Oxford; New York: Oxford University Press. ISBN 978-0-19-803820-7   (مسلمانان غربی و آیندهٔ اسلام)
6. (2007) In the Footsteps of the Prophet: Lessons from the Life of Muhammad. New York, NY: Oxford University Press. ISBN 978-0-19-530880-8   (در پی پیامبر: درس‌هایی از زندگی محمد)
7. (2007) The Messenger: The Meanings of the Life of Muhammad. London: Allen Lane. ISBN 978-0-71-399960-0 / ISBN 978-1-84-614025-9   (پیامبر: معناهای زندگی محمد)
8. (2008) Radical Reform: Islamic Ethics and Liberation. Oxford; New York: Oxford University Press. ISBN 978-0-19-533171-4   (اصلاح بنیادین: اخلاق اسلامی و رهایی)
9. (2009) What I Believe. New York: Oxford University Press. ISBN 978-0-19-538785-8   (به چه چیز باور دارم)
10. (2010) The Quest for Meaning: Developing a Philosophy of Pluralism. London: Allen Lane. ISBN 978-1-84-614152-2 / ISBN 978-1-84-614151-5   (جست‌وجوی معنا: گسترش فلسفه‌ای برای کثرت‌گرایی)
11. (2011) On Super-Diversity (multilingual: EN, NL, AR). Rotterdam: Witte de With Publishers; Berlin: Sternberg Press. ISBN 978-1-93-410577-1   (دربارهٔ فراتنوع)
12. (2012) Islam and the Arab Awakening. Oxford; New York: Oxford University Press. ISBN 978-0-19-993373-0   (اسلام و بیداری عربی)
13. (2012) The Arab Awakening: Islam and the New Middle East. London: Allen Lane. ISBN 978-1-84-614650-3   (بیداری عربی: اسلام و خاورمیانهٔ نو)
14. (2017) Islam: The Essentials. London: Pelican. ISBN 978-0141980508   (اسلام: آموزه‌های بنیادین)
15. (2017) Introduction to Islam. Oxford University Press. ISBN 978-0190467487   (درآمدی بر اسلام)

### ترجمه به فارسی
1. مسلمانان مغرب زمین و آینده اسلام، مترجم: رضا افتخاری، نشر بامشاد، تهران، ایران، ۱۳۸۵.
2. پای بر جای پای پیامبر(ص)، مترجم: کافیه جوان‌رودی ، نشر احسان، ایران، ۱۳۹۴.
3. والا پیام‌دار محمد(ص): درس‌هایی از زندگانی حضرت محمد(ص)، مترجم: محمد سردارنیا، نشر لوح فکر، ایران، ۱۳۹۵.